# Verurteilungskapelle

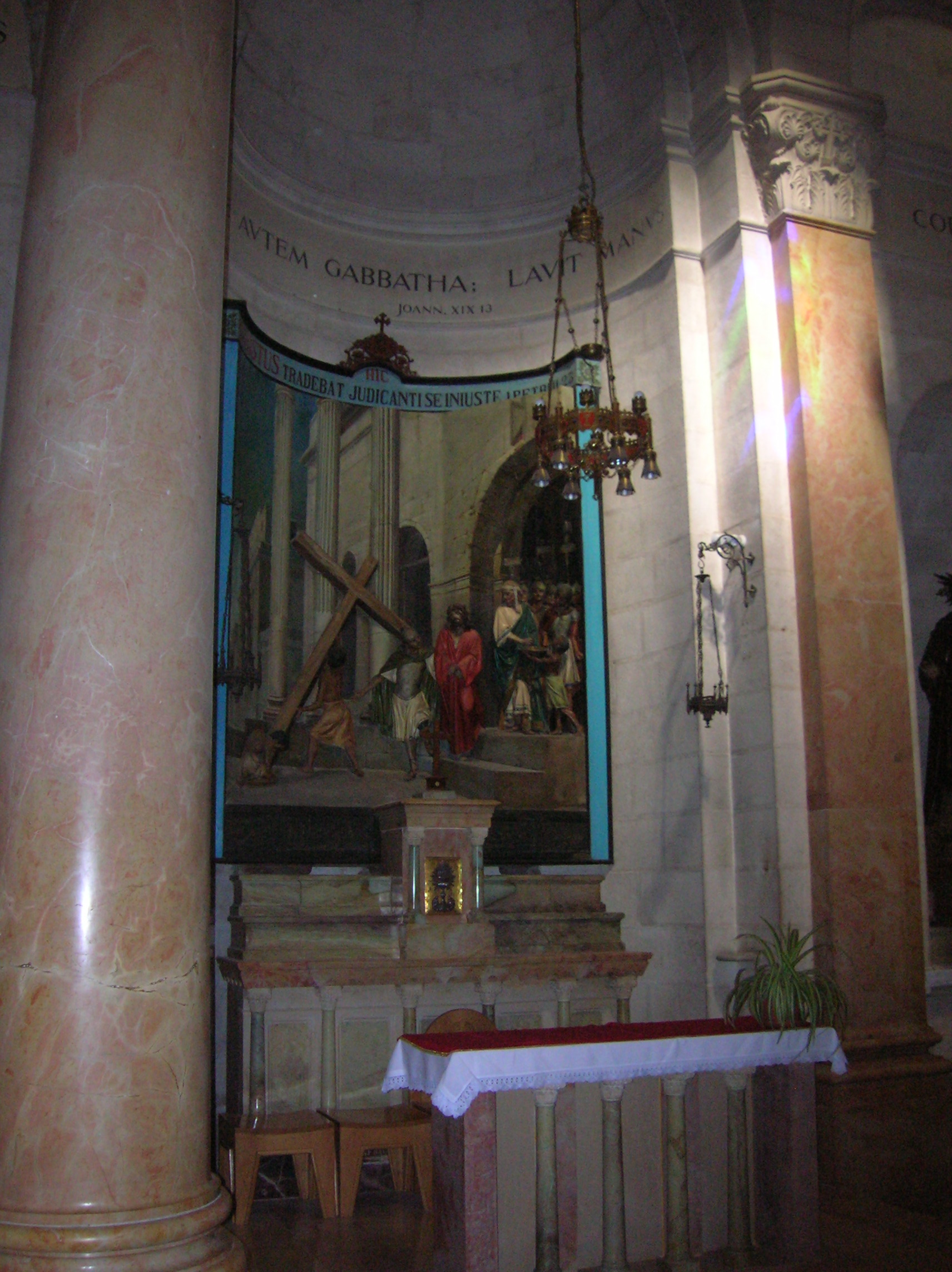
Altarraum der Verurteilungskapelle

Die Verurteilungskapelle in der Altstadt von Jerusalem an der Via Dolorosa wurde 1903/1904 von Wendelin Hinterkeuser auf den Mauern einer byzantinischen Kirche errichtet. Sie erinnert an die Verurteilung Jesu durch Pontius Pilatus (Joh 18,28–39 ; Mk 15,1–15 ; Lk 23,1–25 ; Mt 27,11–26 ). Im gleichen Innenhof wie die Verurteilungskapelle befindet sich die Geißelungskapelle.
Seit byzantinischer Zeit war nach der christlichen Tradition die im Jahre 70 n. Chr. zerstörte Burg Antonia der Ort der Verurteilung. Als tatsächlicher Ort kommt aber auch der inzwischen ebenfalls zerstörte ehemalige Königspalast auf dem Westhügel von Jerusalem in Frage.